# ASAP (musikgrupp)
ASAP (Adrian Smith and Project) var ett musikprojekt som Iron Maiden gitarristen Adrian Smith grundade efter att ha lämnat Maiden 1990, men det lades snabbt ner. Efter detta trodde man att Smith skulle dra sig ur musiken men så blev det inte. Tillsammans med Jamie Stewart, tidigare basgitarrist i The Cult, grundades Psycho Motel.